# 30,000 Leagues Under the Sea
30,000 Leagues Under the Sea is een Amerikaanse film uit 2007 van de filmstudio The Asylum met in de hoofdrollen onder andere Lorenzo Lamas.

## Verhaal
Een verschrikkelijk monster leeft diep onderzee en komt slechts tevoorschijn om schepen en hun bemanning te verslinden. Iedereen is dan ook als de dood om de zee nog over te steken. Luitenant Aronnax en zijn mannen besluiten om de zee op te gaan en het monsterlijke dier te zoeken. Het duurt niet lang voordat Annorax en zijn mannen te maken krijgen met het grote gruwelijke beest en ze gaan de strijd aan.

## Rolverdeling
| Acteur           | Personage                 |
| ---------------- | ------------------------- |
| Lorenzo Lamas    | Luitenant Aronnaux        |
| Natalie Stone    | Luitenant-ter-zee Conseil |
| Sean Lawlor      | Kapitein Nemo             |
| Kim Little       | Sustin                    |
| Kerry Washington | Marissa Brau              |